# Costrada de Alcalá
La costrada de Alcalá es un postre tradicional de Alcalá de Henares (España). Se compone de varias capas de hojaldre, crema pastelera, merengue y almendra. 

## Historia
Su origen está discutido. Unos consideran que fue creada a finales del siglo XIX por los confiteros Salinas, antiguos pasteleros reales, ubicados en la plaza de Cervantes desde 1846. Otros sostienen que fue en 1934 en la pastelería El Postre, ubicada en la calle El Tinte desde 1926, a partir de una receta aportada por Concepción Azaña, de un postre que esta había tomado en la boda de la sobrina de Manuel Azaña en Zaragoza.

## Descripción
Es un milhojas de hojaldre, relleno de crema y merengue, y cubierto de almendra picada y gratinada. Se construye en capas superpuestas crujientes, y se presenta en bandeja para después cortar en raciones individuales.

## Ingredientes
- 3 planchas de hojaldre fresco rectangular.
- Harina para espolvorear.
- 250 g de almendra molida, para adornar espolvoreando.
- Crema pastelera: 4 yemas de huevo, 600 g de leche, 120 g de azúcar, 60 g de maizena, una cucharadita de vainilla y 30 g de mantequilla.
- Merengue: 4 claras de huevo (160 g), 6 gotitas de zumo de limón, una pizca sal, una cucharadita de crémor tártaro o sobre gasificante blanco y 150 g de azúcar.

## Preparación

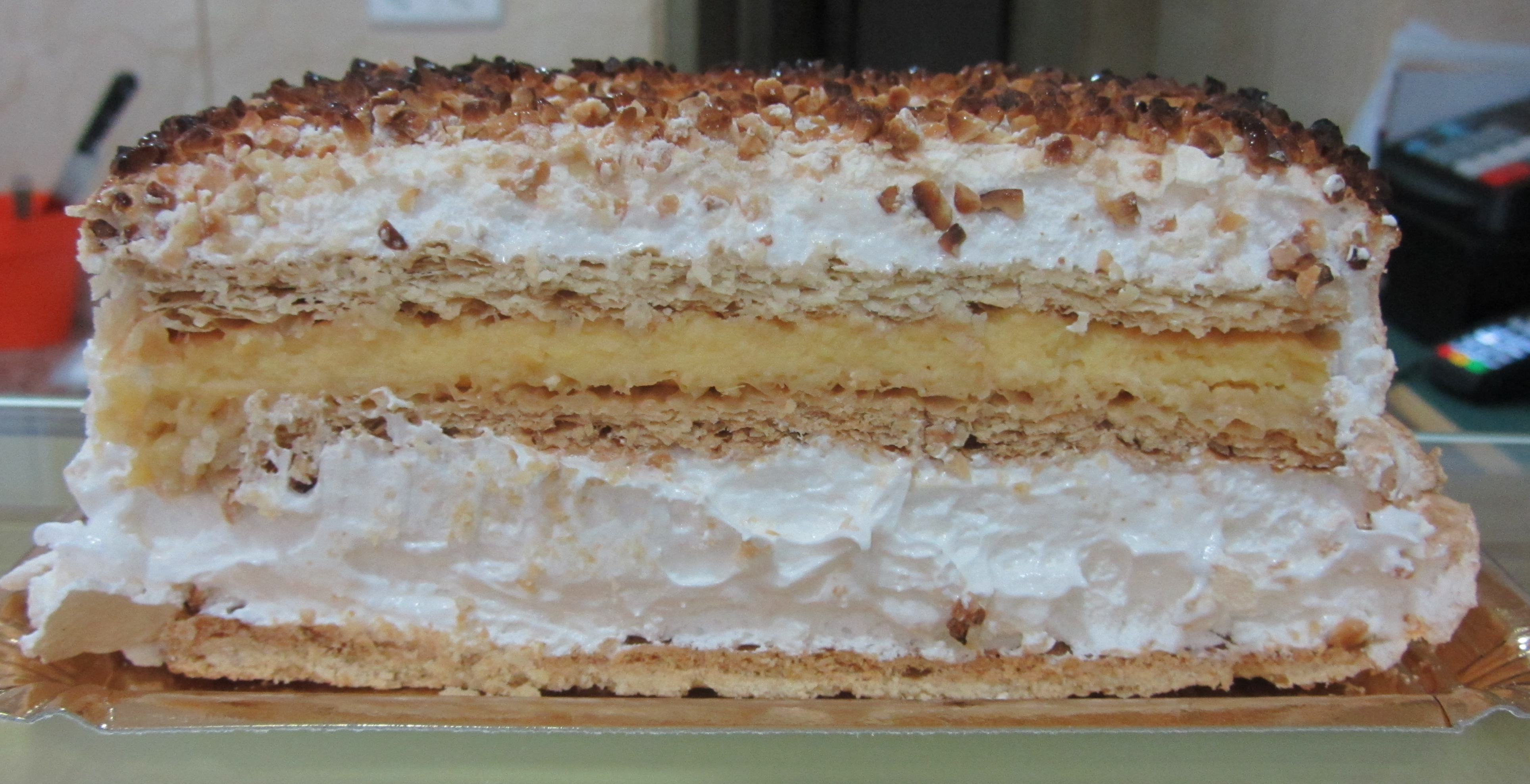
Ración de costrada.

1. Precalentar el horno a 200 °C.
2. Estirar las planchas de hojaldre, espolvoreando un poco de harina y pasando suavemente un rodillo.
3. Poner en moldes forrados de papel de hornear. Pinchar bien con un rodillo punteador o un tenedor, y colocar encima del hojaldre otro papel; y encima de éste una bandeja de horno para que el hojaldre no suba.
4. Hornear (200 °C) unos 16 minutos cada plancha.
5. Preparar el merengue y la crema pastelera.
6. Montar el merengue sobre una de las planchas de hojaldre horneado. Adornarlo espolvoreando la almendra crocanti o molida, y gratinar hasta que comience a tomar color, sin tostarse. Dejar enfriar.
7. Sobre las otras dos planchas de hojaldre extender la crema pastelera formando una capa. Colocar la del merengue encima, y llevar a la nevera. También se prepara con sólo una capa de crema y dos capas de merengue.
8. Se presenta en raciones de unos 25 cm², cortadas con un cuchillo de sierra fino.[5][6][7][8]

## Concurso
Desde 2024 se celebra el "Concurso de la Costrada Alcalaína", con el objetivo de declarar y celebrar el día 2 de diciembre como "Día Internacional de la Costrada de Alcalá". Los premios se otorgan en tres categorías de participación: tradicional, vanguardista y mejor presentación. Está organizado por Alcalá Gastronómica Fomentur en colaboración con el Ayuntamiento de Alcalá de Henares. 